# Petrocodon
Petrocodon es un género con cuatro especies de plantas herbáceas  perteneciente a la familia Gesneriaceae. Es originario del sureste de Asia dende se distribuye por Bután, Indonesia, Filipinas, China, Malasia, Birmania, Tailandia y Vietnam. Comprende 4 especies descritas y de estas, solo 2 aceptadas.

## Descripción
Son hierbas perennifolias que forma una roseta  de patrón vertical. Las hojas son pecioladas, oblongas a lanceoladas, enteras o dentadas en los márgenes. Las inflorescencias en cimas con largo pedúnculo , con varias a muchas flores; tienen bractéolas lineales. Los sépalos están libres casi hasta la base, linear-lanceolados . La corola es blanca , con forma de embudo o  campanulada , con 5  lóbulos triangulares. El fruto en forma de cápsula delgada cilíndrica.

## Taxonomía
El género fue descrito por  Henry Fletcher Hance y publicado en Journal of Botany, British and Foreign 21(6): 167. 1883.
Etimología
Petrocodon: nombre genérico que deriva del idioma griego πετρος ,  petros = roca , piedra y κωδων , kōdon = campana , significando " la campana de las rocas. "

## Especies
- Petrocodon dealbatus Hance
- Petrocodon ferrugineus Y.G.Wei